# Amália Isabel de Hanau-Münzenberg
Amália Isabel e Hanau-Münzenberg (29 de janeiro de 1602 – 8 de agosto de 1651) foi uma condessa-consorte de Hesse-Cassel.

## Família
Amália foi a quarta filha do conde Filipe Luís II de Hanau-Münzenberg e da condessa Catarina Bélgica de Nassau. Os seus avós paternos eram o conde Filipe Luís I de Hanau-Münzenberg e a condessa Madalena de Waldeck. Os seus avós maternos eram o príncipe Guilherme de Orange e a princesa Carlota de Bourbon.

## Biografia

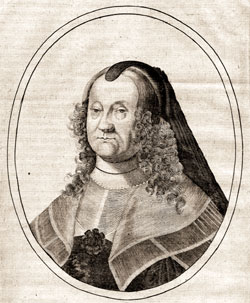
A condessa Amália Isabel na sua velhice.

Em 1619, Amália casou-se com o futuro conde Guilherme V de Hesse-Cassel. Os conflitos do seu marido durante a Guerra dos Trinta Anos obrigaram a família a exilar-se fora de Kassel. Após a morte de Guilherme em 1637 e da derrota de Hesse-Cassel na guerra, Amália regressou a Kassel com os seus filhos. O seu filho mais velho, Guilherme VI foi nomeado o novo conde, mas por ser menor de idade foi Amália quem se encarregou dos assuntos de estado.
Amália manteve a política de colaboração com a França e a Suécia que o seu falecido marido tinha levado a cabo. Recusou-se a reconhecer os acordos de 1627 que estipulavam que o território do extinto estado de Hesse-Marburgo deveriam passar, na sua totalidade, para Hesse-Darmstadt, tendo ordenado que as hostilidades contra o mesmo se iniciassem a 6 de março de 1645, quando o exército de Hesse-Cassel invadiu o norte de Hesse-Marburgo num conflito armado que duraria até 1648 e que ficou conhecido como a Guerra Hessiana, um mini-conflito que fez parte da Guerra dos Trinta Anos. O exército de Amália conseguiu vencer o do conde Jorge II de Hesse-Darmstadt. Com a Paz de Vestfália, anularam-se os acordos de 1627 e Hesse-Cassel conseguiu manter a sua posição no norte de Hesse-Marburgo que incluía a cidade de Marburgo.
Amália recebeu um forte apoio económico do cardeal Richelieu para manter a sua força de vinte mil efectivos, o que não a impediu de continuar a lutar pelo reconhecimento do calvinismo ao mesmo nível do luteranismo e do catolicismo nos estados membros do Sacro Império Romano-Germânico.
A 25 de setembro de 1650 entregou o governo ao seu filho, o conde Guilherme VI. Faleceu a 8 de agosto de 1651 em Kassel e foi enterrada na Igreja de São Martim nessa cidade.

## Descendência
1. Inês de Hesse-Cassel (24 de Novembro de 1620 - 20 de Agosto de 1626), morreu aos cinco anos de idade.
2. Maurício de Hesse-Cassel (nascido e morto a 24 de Setembro de 1621)
3. Isabel de Hesse-Cassel (21 de Outubro de 1623 - 13 de Janeiro de 1624), morreu aos dois meses de idade.
4. Guilherme de Hesse-Cassel (31 de Janeiro de 1625 - 11 de Julho de 1626), morreu aos quatro meses de idade.
5. Emília de Hesse-Cassel (11 de Fevereiro de 1626 - 15 de Fevereiro de 1693), casada com o duque Henrique Carlos de La Trémoille; com descendência.
6. Carlota de Hesse-Cassel (20 de Novembro de 1627 - 16 de Março de 1686), casada com o eleitor Carlos I Luís do Palatinado; com descendência.
7. Guilherme VI de Hesse-Cassel (23 de Maio de 1629 - 16 de Julho de 1663), casado com Edviges Sofia de Brandemburgo; com descendência.
8. Filipe de Hesse-Cassel (16 de Junho de 1630 - 17 de Agosto de 1638), morreu aos oito anos de idade.
9. Adolfo de Hesse-Cassel (17 de Dezembro de 1631 - 17 de Março de 1632), morreu aos três meses de idade.
10. Carlos de Hesse-Cassel (18 de Junho de 1633 ou 19 de Junho de 1633 - 9 de Março de 1635), morreu com um ano de idade.
11. Isabel de Hesse-Cassel (23 de Junho de 1634 - 22 de Março de 1688), morreu aos três anos de idade.
12. Luísa de Hesse-Cassel (5 de Novembro de 1636 - 6 de Janeiro de 1638), morreu aos catorze meses de idade.

## Genealogia
| Amália Isabel de Hanau-Münzenberg | Pai: Filipe Luís II de Hanau-Münzenberg | Avô paterno: Filipe Luís I de Hanau-Münzenberg | Bisavô paterno: Filipe III de Hanau-Münzenberg   |
| Amália Isabel de Hanau-Münzenberg | Pai: Filipe Luís II de Hanau-Münzenberg | Avô paterno: Filipe Luís I de Hanau-Münzenberg | Bisavó paterna: Helena de Simmern                |
| Amália Isabel de Hanau-Münzenberg | Pai: Filipe Luís II de Hanau-Münzenberg | Avó paterna: Madalena de Waldeck               | Bisavô paterno: Filipe IV de Waldeck             |
| Amália Isabel de Hanau-Münzenberg | Pai: Filipe Luís II de Hanau-Münzenberg | Avó paterna: Madalena de Waldeck               | Bisavó paterna: Jutta de Isenburg                |
| Amália Isabel de Hanau-Münzenberg | Mãe: Catarina Bélgica de Nassau         | Avô materno: Guilherme I, Príncipe de Orange   | Bisavô materno: Guilherme I de Nassau-Dillenburg |
| Amália Isabel de Hanau-Münzenberg | Mãe: Catarina Bélgica de Nassau         | Avô materno: Guilherme I, Príncipe de Orange   | Bisavó materna: Juliana de Stolberg              |
| Amália Isabel de Hanau-Münzenberg | Mãe: Catarina Bélgica de Nassau         | Avó materna: Carlota de Bourbon                | Bisavô materno: Luís, Duque de Montpensier       |
| Amália Isabel de Hanau-Münzenberg | Mãe: Catarina Bélgica de Nassau         | Avó materna: Carlota de Bourbon                | Bisavó materna: Jaqueline de Longwy              |